# Ishania relativa
Ishania relativa är en spindelart som beskrevs av Rudy Jocqué och Léon Baert 2002. Ishania relativa ingår i släktet Ishania och familjen Zodariidae. Inga underarter finns listade i Catalogue of Life.